# Conseil de Régence (Monaco)
Le conseil de Régence est une institution de la principauté de Monaco. Elle assure un rôle de régence — comme le prévoit la constitution, dans le cas d'une succession vacante et dans le cas de la minorité du prince ou de son impossibilité d'exercice — ainsi qu'un rôle consultatif en temps normal.

## Intervention en cas de régence
La révision constitutionnelle de 2002 introduit une précision dans la constitution monégasque de 1962 sur la régence et le conseil de Régence. Ainsi, dans le cas où aucun successeur ne peut être désigné selon les dispositions prévues, la vacance du trône doit être comblée par un collatéral désigné par le conseil de la Couronne, avec l'avis conforme du conseil de Régence. Durant cette période, les pouvoirs du prince sont temporairement exercés par le conseil de Régence. Par ailleurs, la Constitution prévoit que les statuts de la famille souveraine établissent l'organisation et les conditions de la régence en cas de minorité ou d’incapacité du prince.

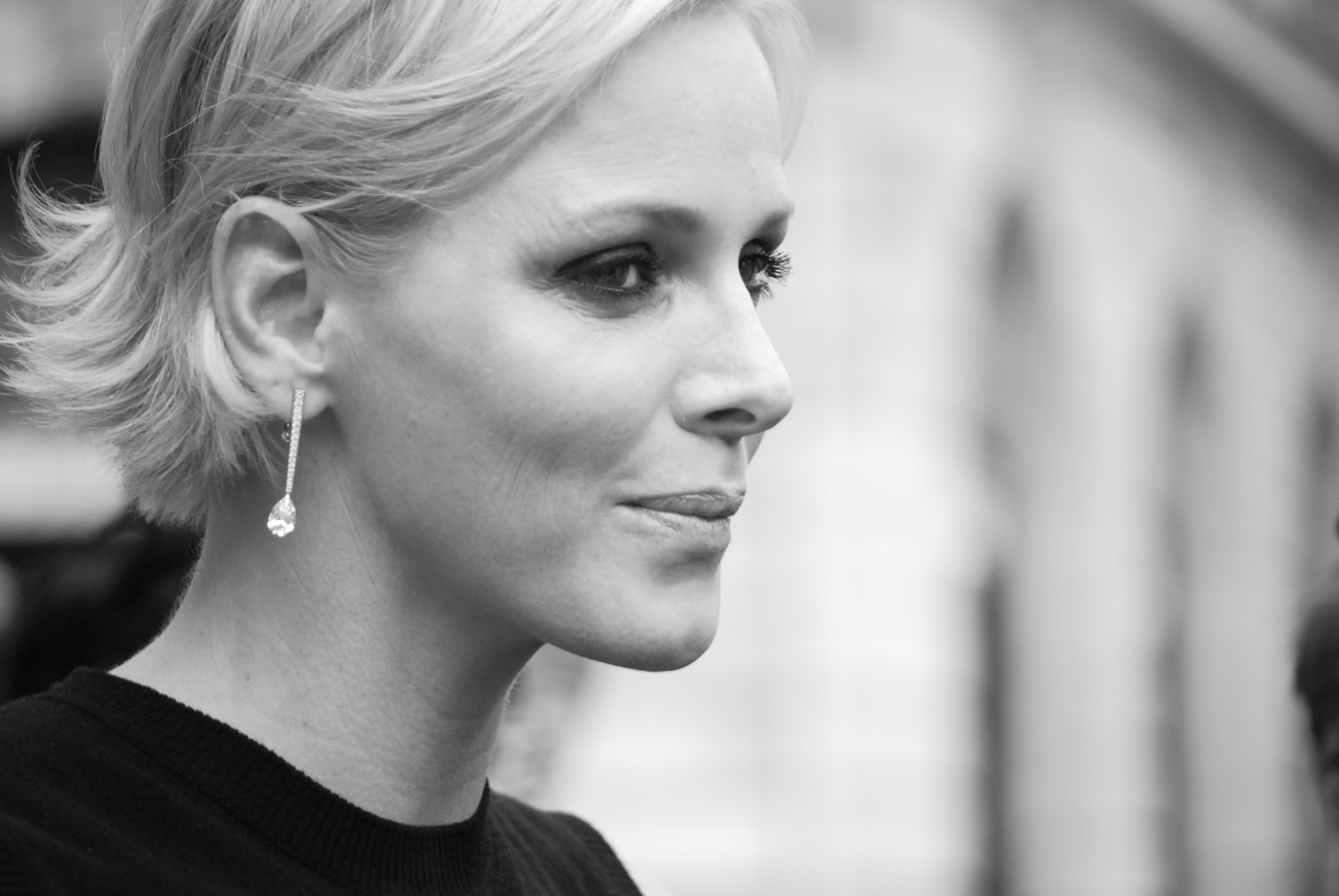
Charlène de Monaco, en juillet 2012.

C'est ainsi que les statuts édictés en 2002 et en 2015 prévoient que le conseil de Régence est le dernier rempart face à l'incapacité pour un membre de la famille princière ou au régent d'exercer la régence,. Cette disposition évolue en 2022 puisque c'est directement le conseil de Régence qui est chargé de l'exercice de la régence si le prince héréditaire est mineur au moment du décès ou de l'abdication du prince régnant ; celui-ci est néanmoins présidé par le conjoint du prince, Charlène de Monaco à ce moment-là,.
Depuis 2015, quand la régence est assurée par le conseil, le ministre d’État, le directeur des Services judiciaires, le président du Conseil national peuvent, à leur demande, être entendus sur toutes les questions relevant de leur compétence (il n'était question que du ministre d'État en 2002). Le prince empêché ou mineur reste, cependant, dépositaire de la souveraineté et tous les actes de la régence doivent être produits en son nom,. Enfin, « en cas de manquement du régent aux devoirs de son état, le conseil de Régence, sur convocation de son Président, prend toutes les mesures nécessaires, y compris en ce qui concerne la garde des enfants ».

## Rôle consultatif
Les Statuts de la famille souveraine disposent également que le conseil de Régence a un rôle consultatif lorsqu'il n'exerce pas la régence. Dans les statuts de 2002, son avis « est obligatoirement requis pour l'examen des problèmes touchant à la souveraineté », tandis que dans ceux de 2015 : « à sa demande, il est entendu par le Régent ».

## Composition

### Principe
Comme le prévoit l'ordonnance souveraine no 9389 du 29 juillet 2022, le conseil de Régence est composé :
- du conjoint du prince régnant qui en est le président ;
- du président du conseil de la Couronne ;
- du secrétaire d'État ;
- du président du Conseil d'État ;
- de quatre personnes nommées par décision souveraine[13].

Si le prince régnant n'a pas de conjoint ou si ledit conjoint est empêché ou s'il est séparé de droit ou de fait, le conseil de Régence ne comprend que les sept autres membres ci-dessus. Sa présidence est alors assurée par la plus âgée des quatre personnes nommées par décision souveraine.
Avant 2015, les Statuts de 2002 prévoyaient, au lieu des quatre personnes nommées au dernier point, le doyen d'âge des membres du conseil de la Couronne nommés sur présentation du Conseil national. De la même façon, avant 2022, les Statuts de 2015 ne mentionnaient pas le conjoint du prince et prévoyaient le président du conseil de la Couronne comme président avec voix prépondérante en cas de partage égal des voix.

### Nominations
Par décision souveraine du 26 janvier 2022, le prince Albert II nomme au conseil de Régence Laurent Anselmi, Emmanuel Falco, Marie-Pierre Gramaglia et Frédéric Sangiorgio. Sa composition se voit grandement renouvelée par décision souveraine du 8 mars 2024 par la nomination d'Évelyne Genta, Charles-Henri Rey, Frédéric Sangiorgio et Christophe Steiner,,.

Laurent Anselmi, en novembre 2023.
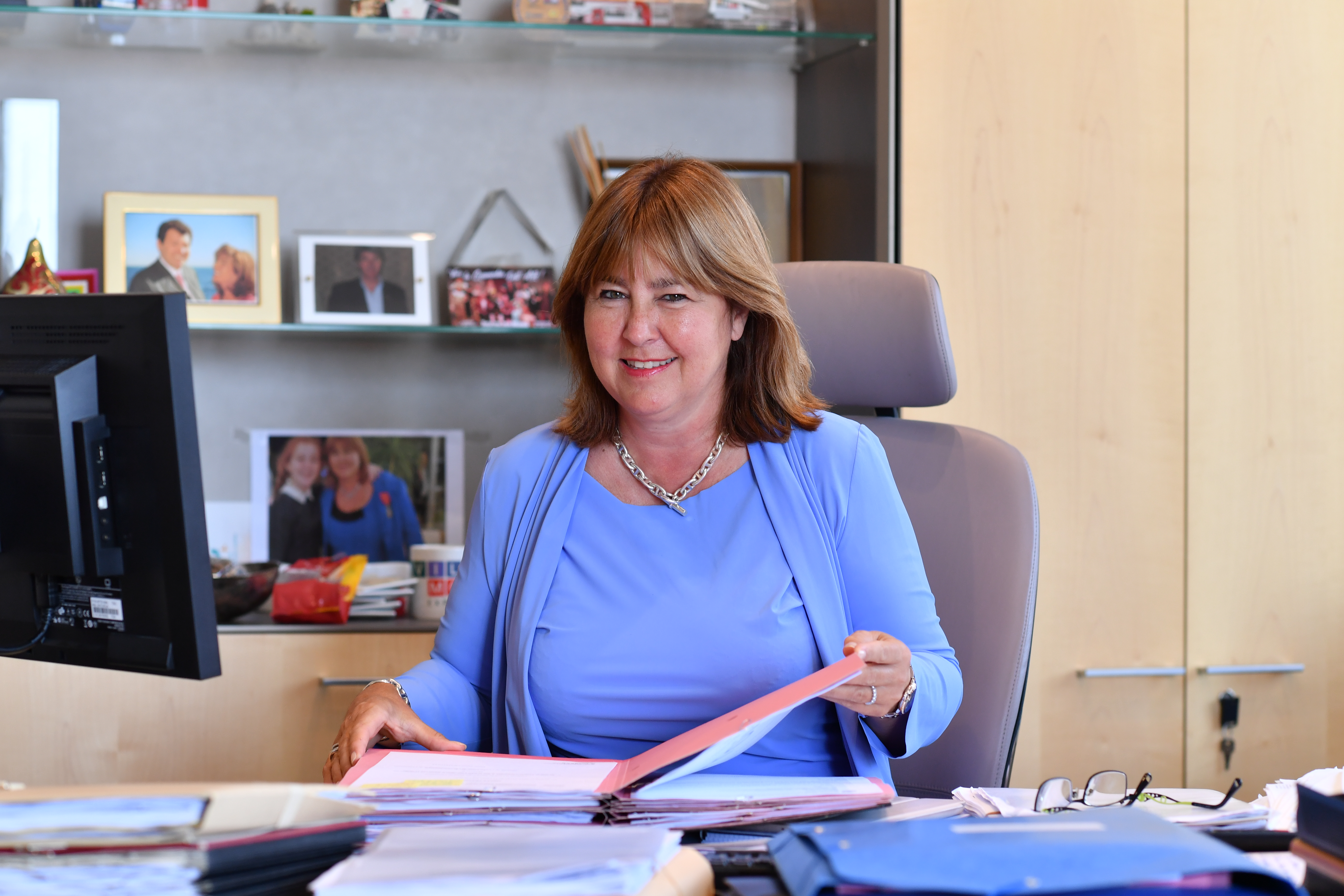
Marie-Pierre Gramaglia, en juillet 2017.

## Pouvoir effectif
Le conseil de Régence est « une entité hautement stratégique ». Ses membres sont tous choisis parmi de grandes familles monégasques, fidèles à la maison Grimaldi et aux valeurs de la Couronne.